# Мешнікі
Мешнікі (пол. Mieczniki) — село у Ґолдапському повіті Вармінсько-Мазурського воєводства. Адміністративно підпорядковане ґміні Бане-Мазурське.
Населення — 110 осіб (2006).
Від 1975 року до адміністративно-територіальної реформи 1998 року належало до Сувалцького воєводства.